# Siêu đô thị
Siêu đô thị (tiếng Anh: Megacity) là một thuật ngữ để chỉ các khu vực đô thị có dân số hơn 10 triệu. Một số tài liệu cũng định nghĩa một siêu đô thị là khu đô thị có mật độ tối thiểu 2000 người/km2. Một siêu đô thị có thể là một vùng đô thị biệt lập hoặc hai hay nhiều đô thị nằm gần nhau.
Năm 2000 có 18 siêu đô thị, trong đó có  Mumbai, Tokyo, New York, và thủ đô Mexico City mỗi siêu đô thị có 10 triệu dân. Riêng khu vực Tokyo mở rộng (bao gồm Chiba, Kanagawa, Saitama, và Tokyo) đã có tới hơn 35 triệu, lớn hơn dân số của Canada.

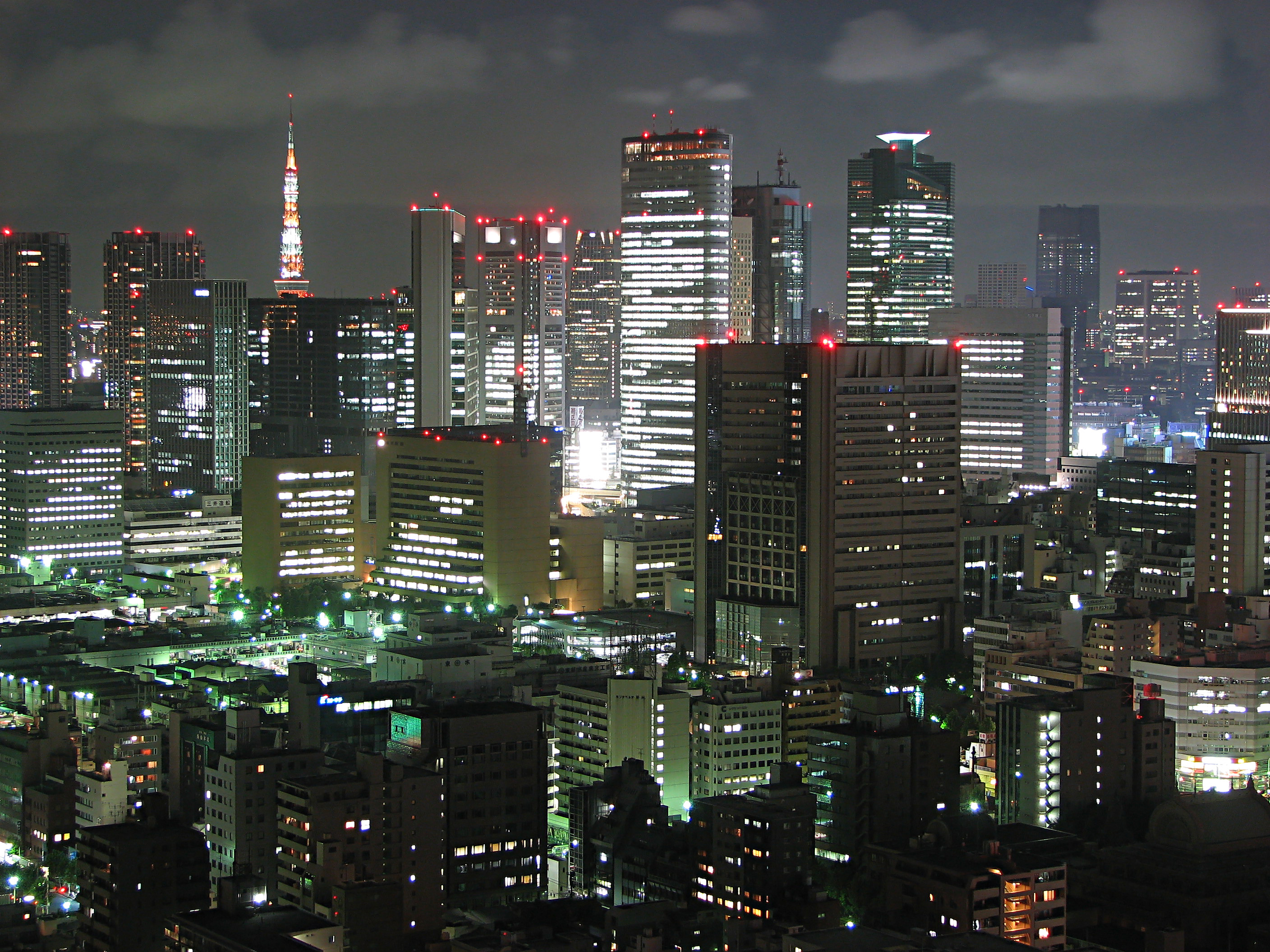
Tokyo về đêm

## Lịch sử
Năm 1800, chỉ 3% dân số thế giới là dân thành thị. Tới cuối thế kỷ 20, con số đã nhảy vọt lên 47%. Thành phố New York qua mặt Luân Đôn trở thành đô thị đông dân nhất trên thế giới vào đầu thập niên 1920, và vùng đô thị của nó vượt mốc 10 triệu người vào đầu thập niên 1930 để trở thành siêu đô thị đầu tiên trong lịch sử loài người. Năm 1950, có 83 thành phố có số dân trên một triệu; tới năm 2007, con số đã là 468.. Cứ đà này, dân số thành thị sẽ gấp đôi cứ sau 38 năm. Liên hợp quốc dự báo rằng dân số thành thị thế giới hiện nay là 3,2 tỷ có thể sẽ tăng lên gần 5 tỷ vào năm 2030, và cứ 5 người thì có ba người sống ở thành phố..
Sự gia tăng này sẽ chủ yếu diễn ra ở các châu lục kém phát triển nhất như châu Á và châu Phi. Các khảo sát cho thấy toàn bộ sự gia tăng dân số thành thị trong 25 năm tới sẽ chỉ diễn ra ở các nước đang phát triển. Một tỷ người, khoảng 1/6 dân số thế giới, hiện đang sống trong các khu ngoại ô tồi tàn. Ở nhiều nước kém phát triển, các khu ổ chuột đông đúc là nơi có tỷ lệ bệnh tật cao nhất do điều kiện vệ sinh thấp, suy dinh dưỡng và thiếu dịch vụ y tế. Tới năm 2030, ước tính sẽ có hơn 2 tỷ người sống trong các khu ổ chuột đó. Khoảng hơn 90% dân số đô thị của Ethiopia, Malawi và Uganda (ba trong số các nước có tỷ lệ dân nông thôn cao nhất) đang sống ở các khu ổ chuột.
Theo tạp chí Kinh tế Viễn Đông (Far Eastern Economic Review) tới năm 2025 chỉ riêng châu Á sẽ có ít nhất 10 siêu đô thị là Mumbai (33 triệu); Thượng Hải (27 triệu); Karachi, Pakistan (26,6 triệu); Dhaka, Bangladesh (26 triệu) và Jakarta, Indonesia (24,9 triệu). Lagos, Nigeria đã có dân số tăng từ 300.000 người năm 1950 tới khoảng 15 triệu hiện nay, và chính quyền ước tính con số có thể nhảy lên 25 triệu vào năm 2015.

## Các thành phố lớn nhất

### Sự phát triển
Trong suốt gần 1000 năm, Rô-ma là thành phố lớn nhất, giàu có nhất và có tầm quan trọng về chính trị nhất ở châu Âu. Dân số Rô-ma vượt qua con số một triệu vào cuối thế kỷ 1 TCN. Dân số của nó đã giảm xuống còn 20.000 vào đầu thời kỳ Trung đại, và cơ sở hạ tầng của thành phố chỉ còn một số tòa nhà còn có người cư ngụ ở giữa những đóng đổ nát và cây cỏ.
Baghdad gần như là thành phố lớn nhất thế giới ngay sau thời kỳ thành lập vào năm 762 SCN cho tới tận những năm 930. Vài số liệu ước tính cho thấy vào thời điểm thịnh vượng nhất thủ đô của Đế chế Hồi giáo có tới hơn một triệu dân. Các thành phố cổ của Trung Quốc cũng trải qua những thời kỳ bùng nổ dân số khi kinh tế thịnh vượng.
Khu vực xung quanh đền Angkor, thủ đô một thời của Đế chế Khmer hùng mạnh giữa thế kỷ 9 và 15, có dân số lên tới hơn một triệu.
Năm 1999, thành phố New York là khu đô thị duy nhất có dân số hơn 10 triệu. Các nhà địa lý đã đưa ra con số 25 thành phố như vậy vào thời điểm tháng 110 năm 2005, so với 19ẻ vào năm 2004 và 9 vào năm 1985. Số lượng siêu đô thị tăng nhanh chóng khi mà tỷ lệ dân thành thị ở Bắc Mỹ và Tây Âu tăng lên 75-85%. Thống kê năm 1990 cho thấy lần đầu tiên trong lịch sử đại bộ phận dân chúng Mỹ sống trong các thành phố lớn hơn một triệu dân.
Những năm 2000, siêu đô thị lớn nhất là khu vực Tokyo mở rộng. Dân số ở khu đô thị này bao gồm cả Yokohama và Kawasaki, với tổng số ước tính là 35-36 triệu người. Sai số này là do sự không thống nhất về khái niệm khu đô thị và những vùng xung quanh. Trong khi các thành phố Tokyo, Chiba, Kanagawa, và Saitama thường được bao gồm trong thông tin thống kê, Tổng cục thống kê Nhật Bản chỉ tính khu vực có bán kính 50 km xung quanh Cơ quan Chính phủ ở Shinjuku. Điều này đã dẫn đến một con số nhỏ hơn. Một vấn đề đặc trưng của siêu đô thị là sự khó khăn trong việc xác định các giới hạn ngoài và ước tính tính xác dân số.
25 siêu đô thị lớn nhất là:
| Xếp hạng | Siêu đô thị     | Quốc gia    | Châu lục | Dân số     | Tăng hàng năm |
| -------- | --------------- | ----------- | -------- | ---------- | ------------- |
| 1        | Tokyo           | Nhật Bản    | Châu Á   | 34,000,000 | 0.60%         |
| 2        | Seoul           | Hàn Quốc    | Châu Á   | 24,200,000 | 1.40%         |
| 3        | Mexico City     | México      | Bắc Mỹ   | 23,400,000 | 2.00%         |
| 4        | Delhi           | Ấn Độ       | Châu Á   | 23,200,000 | 4.60%         |
| 5        | Mumbai (Bombay) | Ấn Độ       | Châu Á   | 22,800,000 | 2.90%         |
| 6        | New York City   | USA         | Bắc Mỹ   | 22,200,000 | 0.30%         |
| 7        | São Paulo       | Brasil      | Nam Mỹ   | 20,900,000 | 1.40%         |
| 8        | Manila          | Philippines | Châu Á   | 19,600,000 | 2.50%         |
| 9        | Thượng Hải      | Trung Quốc  | Châu Á   | 18,400,000 | 2.20%         |
| 10       | Los Angeles     | USA         | Bắc Mỹ   | 17,900,000 | 1.10%         |
| 11       | Osaka           | Nhật Bản    | Châu Á   | 16,800,000 | 0.15%         |
| 12       | Kolkata         | Ấn Độ       | Châu Á   | 16,300,000 | 2.00%         |
| 13       | Karachi         | Pakistan    | Châu Á   | 16,200,000 | 4.90%         |
| 14       | Jakarta         | Indonesia   | Châu Á   | 15,400,000 | 2.00%         |
| 15       | Cairo           | Ai Cập      | Châu Phi | 15,200,000 | 2.60%         |
| 16       | Moskva          | Nga         | Châu Âu  | 13,600,000 | 0.20%         |
| 16       | Bắc Kinh        | Trung Quốc  | Châu Á   | 13,600,000 | 2.70%         |
| 16       | Dhaka           | Bangladesh  | Châu Á   | 13,600,000 | 4.10%         |
| 17       | Buenos Aires    | Argentina   | Nam Mỹ   | 13,300,000 | 1.00%         |
| 18       | Istanbul        | Thổ Nhĩ Kỳ  | Châu Âu  | 12,800,000 | 2.80%         |
| 19       | Tehran          | Iran        | Châu Á   | 12,800,000 | 2.60%         |
| 20       | Rio de Janeiro  | Brasil      | Nam Mỹ   | 12,600,000 | 1.00%         |
| 21       | London          | Anh Quốc    | Châu Âu  | 12,400,000 | 0.70%         |
| 22       | Lagos           | Nigeria     | Châu Phi | 11,800,000 | 3.20%         |

Nguồn: Th. Brinkhoff: The Principal Agglomerations of the World, 2010-01-23